# Verstärkungssättigung
Verstärkungssättigung (englisch gain saturation), auch Sättigung der Verstärkung, Gewinnsättigung oder Gewinn bei Sättigung genannt, ist ein Begriff aus der Quantenoptik. Er beschreibt die Abhängigkeit der Verstärkung (engl. gain) von der Intensität des Laserlichtfeldes innerhalb des Laserresonators.
Verstärkungssättigung kommt dadurch zustande, dass eine erhöhte Laserintensität dazu tendiert, die Besetzungsinversion durch erhöhte stimulierte Emission abzubauen.

## Definition
Die Intensitätsabhängigkeit des Verstärkungskoeffizienten {\displaystyle g(\nu )} bei Sättigung lautet:
{\displaystyle g(\nu )={\frac {g_{0}(\nu )}{1+\Phi /\Phi _{\mathrm {sat} }}}}
Dabei steht
- {\displaystyle \nu } für die Frequenz des Lichtes
- {\displaystyle g_{0}(\nu )} für die Kleinsignalverstärkung (s. u.)
- {\displaystyle \Phi } für den Photonenfluss oder Photonenstrom[4], also für die Anzahl der Photonen pro Zeiteinheit pro Fläche, die sie durchqueren:[5]

{\displaystyle \Phi =cq/V}
mit
- der Lichtgeschwindigkeit {\displaystyle c}
- der Photonenzahl {\displaystyle q}
- dem Resonatorvolumen {\displaystyle V}

- {\displaystyle \Phi _{\mathrm {sat} }} für den Sättigungsfluss.

Photonenfluss und Intensität sind daher verbunden über
{\displaystyle I=h\nu \Phi }
mit der Planck-Konstante h.

## Kleinsignalverstärkung
Die Kleinsignalverstärkung (englisch small-signal gain) entspricht der Verstärkung des Lasermediums im Grenzwert {\displaystyle \Phi \rightarrow 0}, also im Fall eines verschwindenden Lichtfeldes.
Der Wert für den small-signal gain eines Dreiniveaulasers:
{\displaystyle g_{0}(\nu )={\frac {P-\Gamma }{P+\Gamma }}\cdot \sigma (\nu )\cdot N_{T}}
hängt ab von
- der Pumpleistung {\displaystyle P}
- der Übergangsrate {\displaystyle \Gamma } des Laserübergangs
- dem Absorptionsquerschnitt {\displaystyle \sigma (\nu )}
- der Schwelleninversion {\displaystyle N_{\mathrm {T} }=(N_{2}-N_{1})_{\text{Threshold}};}[3] {\displaystyle N_{2}} und {\displaystyle N_{1}} stehen für die Anzahl der Atome im oberen bzw. unteren Laserniveau. Vereinfachend wurde angenommen, dass beide Niveaus die gleiche Entartung aufweisen.

Während die Formel für die Intensitätsabhängigkeit der Verstärkung für einen Vierniveaulaser dieselbe ist wie ganz oben angegeben, fällt die Formel für die Kleinsignalverstärkung bei einem Vierniveaulaser ein wenig anders aus, da dort auch der Übergang zwischen unterem Laserniveau und Grundniveau in Betracht gezogen werden muss.